# Kenneth Anger

Kenneth Anger (2019)

Kenneth Anger (* 3. Februar 1927 in Santa Monica, Kalifornien als Kenneth Wilbur Anglemyer; † 11. Mai 2023 in Yucca Valley, Kalifornien) war ein US-amerikanischer Avantgarde-Filmemacher und Autor. Er gilt als Pionier des amerikanischen Underground-Films und drehte innovative und provokante Werke, die viele spätere Filmemacher beeinflussten. Ebenso war er als einer der ersten offen homosexuellen amerikanischen Filmemacher ein Vorreiter des queeren Kinos. Bekannt ist Anger auch als Autor des Buchs Hollywood Babylon, das zahlreiche Skandale der Hollywood-Geschichte abhandelt.

## Die frühen Jahre
Anger hat über seine frühen Jahre ein Netz aus Legenden gesponnen. So hat er behauptet, als Kind den Wechselbalg-Prinzen in Max Reinhardts Verfilmung von Ein Sommernachtstraum aus dem Jahr 1935 gespielt zu haben, eine Behauptung, die inzwischen als widerlegt gilt. Später will er die Maurice Kossloff Dancing School besucht haben, an der auch Shirley Temple Unterricht nahm.
Anger begann bereits im Alter von elf Jahren, Filme zu machen. Viele seiner frühen Arbeiten existieren jedoch nicht mehr. Sein künstlerischer Ausdruck ist stark durch seine Faszination für Übernatürliches und Aleister Crowley beeinflusst. Von Beginn an setzte sich Anger mit okkulten Themen auseinander, die auch Ästhetik und Inhalt seiner Filme beeinflussten. Er wurde später auch Mitglied des Ordo Templi Orientis, der die Crowleysche Religion namens Thelema zelebriert. Mit seinem preisgekrönten Kurzfilm Fireworks schaffte es Anger 1949 erstmals, einen Verleih zu finden. Viele seiner Filme sind kurze bis sehr kurze (3,5 Minuten bis 30 Minuten) Streifen, in denen er düstere Visionen und Stimmungen umsetzt.
1950 reiste Anger nach Paris und traf dort neben Édith Piaf, Sidonie-Gabrielle Colette und Jean Genet auch Jean Cocteau. Beide – Cocteau und Anger – waren von den Arbeiten des jeweils Anderen beeindruckt. Seinen Aufenthalt in Europa nutzte Anger 1955 für eine Reise nach Cefalù auf Sizilien, um dort die verfallenden Ruinen der Abtei Thelema des britischen Okkultisten Crowley fotografisch zu dokumentieren. Während dieser Reise entstand der heute als verschollen geltende Dokumentarfilm Thelema Abbey.
Einer breiteren Öffentlichkeit wurde Anger 1959 durch die Veröffentlichung des Buches Hollywood Babylon bekannt. In dem in Paris erschienenen Buch durchleuchtet er ironisch eine Reihe von Skandalen der High Society Hollywoods. Ein großer Teil des Buchs besteht aus Gerüchten, und viele Anekdoten haben sich als falsch herausgestellt. Dennoch wurde das Buch auch in Deutschland mehrfach aufgelegt und kann als einflussreicher Klassiker unter den Klatschbüchern über Hollywood gelten. 1981 veröffentlichte er den zweiten Teil von Hollywood Babylon. Im Jahr 2010 erklärte er, ein dritter Teil von Hollywood Babylon sei bereits geschrieben, werde aber vorerst nicht veröffentlicht, da er darin brisante Themen wie die Organisation Scientology behandele und seine Anwälte ihm von einer Veröffentlichung abrieten.

## Filmische Leitmotive
Die große Nähe zu Hollywood hat Angers Werk geprägt. Der Beruf seiner Großmutter, die Kostümbildnerin in Hollywood war, inspirierte ihn. Oft begleitete Anger seine Großmutter zur Arbeit und probierte selbst Kostüme an, was sich in seinen Filmen als Travestie-Element manifestierte. Themen der Verkleidung, Homosexualität, Rituale des Umziehens und Ausgehens wiederholen sich. Eine besondere Rolle spielt das Thema der Homosexualität in Angers Filmen. Sein offizielles Debüt Fireworks ist eine durchkonzipierte homosexuelle Fantasie, in der Matrosen als homosexuelles Symbol verwendet werden. Zur Entstehungszeit des Filmes drohten für praktizierte Homosexualität empfindliche Konsequenzen. In Fireworks wird die Wechselwirkung von Lust und Tod behandelt. Die Matrosen sind Objekte homosexuellen Begehrens, deren Anwesenheit zuerst in Erregung und dann in Gewalt übergeht. Auch die Motorradfahrer in Scorpio Rising kombinieren die Themen Gewalt und Erotik. Bereits in den Anfangssequenzen präsentieren die Darsteller ihre Muskeln und posieren für die Kamera in ihren Leder- und Kettenkostümen. Sie stellen nicht Objekte des Films bzw. für den Rezipienten dar, sondern erscheinen als Objekte der Begierde füreinander. Es sieht aus, als bewunderten sie während verschiedener An- und Ausziehvorgänge gegenseitig ihre muskulösen Körper. In der zweiten Hälfte des Films scheint der Homosexualismus bereits vollständig etabliert zu sein. Die Motorradgang wird als brutale Gruppe voller Sadismus und Selbstzerstörung dargestellt. Durch den dargestellten Sadismus und Masochismus sowohl in Fireworks als auch in Scorpio Rising wird eine gesellschaftskritische Interpretation erschwert.
Rituale des Verkleidens und der Maskerade verbinden fast alle Filme Angers, insbesondere jedoch Scorpio Rising, La Lune des Lapins und Eaux d’Artifice. Die letzteren beiden bestehen aus locker verbundenen Gemälden, die Kostüme und tänzerische Bewegungen der Darsteller zeigen. Anger legt in diesen Filmen mehr Wert auf den Prozess der Inszenierung und die edle Filmausstattung als auf die Narration. Texturen, Flächen und Gestiken sind in die minimale Handlung integriert. In einigen Filmsequenzen von Scorpio Rising friert der Erzählfluss ein und gibt den Figuren Gelegenheit, der Kamera ihre Erscheinung zu präsentieren und sich in reine Spektakel zu verwandeln. Hier spielen die Kostüme an sich eine große Rolle: so sollen die Lederoutfits das Image des typisch amerikanischen Motorradfahrers unterstreichen. In Puce Moment wird der Zuschauer zum Voyeur, der die Darstellerin beim Anziehen bzw. Anprobieren von diversen Kleidern beobachtet.

## Angers Einfluss auf die Popkultur der 60er
Anger hatte eine starke Affinität zur Popkultur. Bereits 1964 unterlegte er in Scorpio Rising die Darstellung einer fiktiven Motorradbande mit Surf-Instrumentals, Motownhits und Songs von Elvis Presley und Bobby Vinton (Blue Velvet). In den späten 60er Jahren zog er nach London, wo er Mick Jagger von The Rolling Stones traf, den er zu dem Lied Sympathy for the Devil inspirierte. Jagger schrieb 1969 die Musik für den Film Invocation of my Demon Brother.
Die Arbeiten an dem Kurzfilm Lucifer Rising wurden oft unterbrochen. Die erste Version konnte aufgrund der Inhaftierung des Hauptdarstellers Bobby Beausoleil wegen Mordes nicht fertiggestellt werden. Für die zweite Version konnte Anger für die Rolle der Lilith Marianne Faithfull gewinnen und für die Rolle des Osiris den Regisseur Donald Cammell. Die zweite Version scheiterte zunächst an der Zusammenarbeit mit dem damals drogenabhängigen Jimmy Page für den Soundtrack. Dieser wurde dann letztlich von Bobby Beausoleil im Gefängnis eingespielt. Erst mit der letzten überarbeiteten Fassung von 1980 war Anger zufrieden.
Populäre Musik kommt in Angers Filmen generell häufig zum Einsatz. So untermalte Anger Puce Moment mit Musik von Jonathan Halper aus den 60er Jahren, was den Film wesentlich beeinflusst. Auch in La Lune des Lapins wird moderne amerikanische Musik von Andy Arthur als Soundtrack verwendet, wodurch eine spezielle Verbindung von Ton und Bild entsteht. Die Arbeiten von Anger beeinflussten Martin Scorseses Umgang mit Filmmusiken. Einflüsse finden sich auch in den Filmen von David Lynch, Donald Cammell, Roger Corman oder in Rainer Werner Fassbinders Film Querelle.

## Im 21. Jahrhundert
2007 gaben David Tibet, Sänger der Band Current 93, und William Breeze, Leiter des thelemischen Ordens Ordo Templi Orientis (bei dem Anger seit vielen Jahren leitendes Mitglied war) mit Musikern von Current 93 und Coil die Veröffentlichung einer Tribut-CD für Anger mit dem Namen Brother Focus bekannt. Die Erlöse dieser CD sollten Anger zugutekommen, der sich zu dieser Zeit von einer schweren Operation erholte. Außerdem veröffentlichte die Firma Fantoma 2007 zwei DVD-Editionen (The Films of Kenneth Anger Volume I & II), die neben seinen Filmen auch Audiokommentare von Anger selbst und bisher unveröffentlichtes Material beinhalten. 2007 brachte das kanadische Label filmswelike Elio Gelminis Dokumentation über Angers Leben und Werk Anger Me heraus.
Angers letzte filmische Arbeit war 2013 Airship, ein Filmwerk über Luftschiffe. Er starb im Mai 2023 im Alter von 96 Jahren eines natürlichen Todes.

## Filmografie
- 1941: Who Has Been Rocking My Dreamboat
- 1942: Tinsel Tree
- 1942: Prisoner of Mars
- 1943: The Nest
- 1944: Escape Episode
- 1945: Drastic Demise
- 1946: Escape Episode (kürzere vertonte Fassung)
- 1947: Fireworks*
- 1949: Puce Moment*
- 1949: The Love that Whirls
- 1950: Rabbit’s Moon* (Neufassung 1972)
- 1952: Maldoror (unvollendet)
- 1953: Eaux d’Artifice*
- 1953: Le Jeune Homme et la Mort
- 1954: Inauguration of the Pleasure Dome (neu geschnitten 1966)*
- 1955: Thelema Abbey
- 1961: Historie d’O
- 1963: Scorpio Rising*
- 1965: K.K.K. – Kustom Kar Kommandoes*
- 1966: Lucifer Rising (verschollene Version)
- 1969: Invocation of My Demon Brother*
- 1970: Lucifer Rising (zweite Version)
- 1979: Rabbit’s Moon* (dritte, überarbeitete Version)
- 1980: Lucifer Rising (dritte, überarbeitete Version)*
- 2000: Ich will!
- 2000: Don’t Smoke That Cigarette
- 2002: The Man We Want to Hang
- 2004: Mouse Heaven
- 2004: Anger Sees Red
- 2009: My Surfing Lucifer
- 2009: Brush of Baphomet
- 2010: Missoni
- 2010: 42 One Dream Rush
- 2013: Airships

mit * gekennzeichnete Filme sind Teil des Magick Lantern Cycle

## Bibliografie
- Kenneth Anger: Hollywood Babylon: The Legendary Underground Classic of Hollywood's Darkest and Best Kept Secrets, Straight Arrow Books, 1965 (revidierte und heute geläufige Version 1975), ISBN 978-0-440-15325-2.
- Joseph-Marie Lo Duca: A history of eroticism (Übersetzung ins Englische durch Anger), Rodney Books, 1966.
- Kenneth Anger: Hollywood Babylon II, E. P. Dutton, 1984, ISBN 978-0-525-24271-0.

## Auszeichnungen
- 1996 Maya Deren Independent Film and Video Artists Award[23]
- 2000 Spirit of Silver Lake Award[24]
- 2001 The Golden Gate Persistence of Vision Award für sein Lebenswerk[25]
- 2002 Independent/Experimental Film and Video Award[26]
- 2006 Outfest Achievement Award[27]